# Parahesperornis
Parahesperornis – rodzaj wymarłego, dużej wielkości nielotnego ptaka należącego do rodziny Heperornithidae, razem z m.in. bliskim Heperornis. Jedynym przedstawicielem rodzaju jest P. alexi. Znane są 2 częściowo zachowane okazy i jeden izolowany skok, łącznie te skamieniałości reprezentują prawie cały kompletny szkielet. Szczątki datowane są na 87–82 mln. lat, odnalezione w Niobara Chalk Formation, w Kansas, USA. W tejże formacji odnaleziono ryby, inne ptaki oraz dinozaury.

## Historia odkryć i etymologia
Szczątki odkryte w 1894 roku zostały początkowo przypisane początkowo przez Willistona do gatunku Hesperornis gracilis, później do także Hesperornis regalis, a sam okaz istniał pod sygnaturą KUVP 2287. Nie skupiano się wówczas na nich szczególnie. Nieco później, Lucas uznał, że cechy tego okazu są na tyle odmienne, że wykreował on nowy rodzaj, Hargeria, doń zaliczono H. gracilis, który miał się drastycznie różnić od H. regalis, zwrócić trzeba na fakt, że do utworzenia nowego rodzaju autor oparł się na cechach nienazwanego osobnika tj. KUVP 2287. Porównanie YPM 1473 z KUVP 2287 ujawnia, że te dwa okazy są wyraźnie odmienne, a KUVP 2287 w żaden sposób nie można przypisać do H. gracilis, co unieważniało stworzenie rodzaju Hargeria przez Lucas'a, zgodnie z zasadami Międzynarodowego kodeksu nomenklatury zoologicznej (ICZN). Dopiero Larry Dean Martin udowodnił, że skamieniałości te należą do jak dotąd nie opisanego ptaka z kladu Hesperornithes i opisał te pozostałości jako Parahesperornis alexi. Martin oparł się między innymi na mniejszym rozmiarze KUVP 2287 w porównaniu do dotychczas poznanych gatunków Hesperornis, sama skamielina różni się też morfologią swojego skoku. Mimo to, pełny opis Parahesperornis nigdy się nie pojawił. 
Na terenie obwodu kustanajskiego, w północnym Kazachstanie, odkryto w formacjach Eginsaiskaya i Zhuravlovskaya Svita szczątki wymarłego ptaka, który w 1991 roku został ukuty jako nowy rodzaj i gatunek, Asiahesperornis bazhanovi. Uwzględnianie tegoż taksonu jest kwestionowane przez wielu autorów, jako argumenty podaje się, że pomiędzy A. bazhanovi a Hesperornis nie ma szczególnych różnic, ponadto gatunek wydaje się być synonimiczny z Parahesperornis. Komplikacją jest też skąpy materiał kopalny Asiahesperornis. Ponadto, niektóre szczątki przypisane formalnie do tegoż rodzaju wykazują cechy niespotykane u Hesperornithes i mogą reprezentować inne ptasie linie. 
Pełną nazwę naukową Parahesperornis alexi można tłumaczyć jako „bliski Hesperornis Alexandra”.  

## Filogenetyka
Martin początkowo zasugerował, że utworzony przez niego nowy takson jest linią ewolucyjną pomiędzy Baptornis a Hesperornis, opierając się na cechach palców. Obecnie, naukowcy utrzymują, że rodzaj razem z tym drugim należy do Hesperornithidae, będąc siostrzanym gatunkiem wobec właśnie Hesperornis, a sama rodzina jest najbardziej zaawansowaną ewolucyjnie spośród Hesperornithes. Pogląd ten także w innych pracach jest szeroko akceptowany. Alyssa Bell i Luis Chiappe stwierdzili również, że Fumicollis jest taksonem siostrzanym wobec ogółu Hesperornithidae, będąc najbardziej zaawansowanym ptakiem z kladu Hesperornithes jednocześnie nienależącym do Hesperornithidae.

Niektórzy twierdzą, że Hesperornithes są znacznie bliższe współczesnym ptakom (tzn. Neornithes) niż Ichtiornis, a tezę komplikuje skąpy materiał kopalny. Opisany w 2021 roku Brevidentavis zhangi został rozpoznany wedle analiz filogenetycznych jako wczesna linia rozwojowa tej pierwszej grupy, ale łączy go tylko z Hesperornithiformes podobna anatomia uzębienia, a cecha ta mogła wyewoluować niezależnie u tych dwóch taksonów.

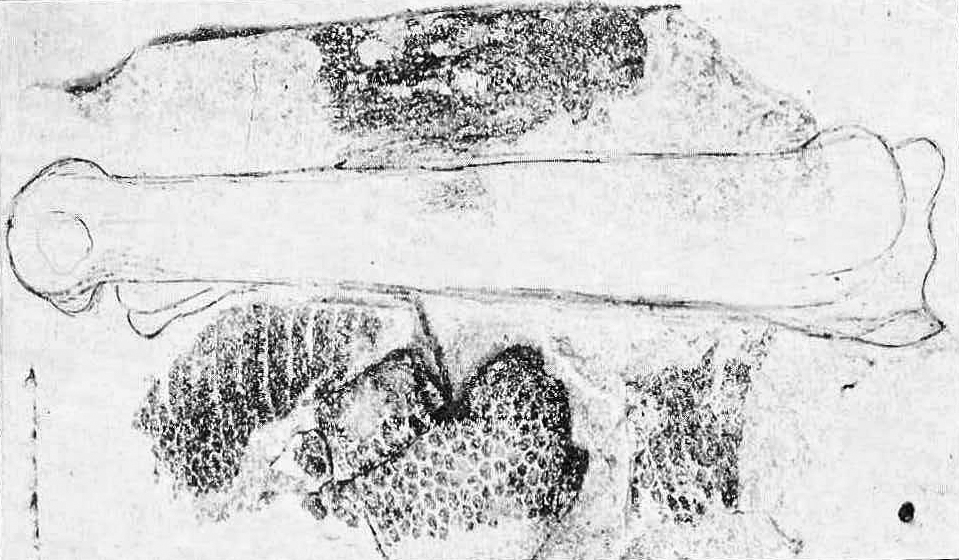
Zachowane odciski łusek u P. alexi

## Budowa
Całkowita (oszacowana) długość ciała ptaka to 1,5 m, określany jest jako średniej wielkości przedstawiciel Hesperornithes. Dla porównania, długość ciała H. regalis oszacowano na 1,8–2 m. Czaszka jest długa, z mocnym dziobem – ten zaś nie był haczykowaty, a spiczasty. Kość przedszczękowa stanowiła połowę długości całej czaszki, ale nie była ona aż tak wielka jak u pokrewnego Hesperornis. Żuchwa jest smukła, posiadająca niezrośniętą kością przedzębową. Zachowały się również małe smukłe i lekko zakrzywione zęby. K. przedszczękowa, jak i przedzębowa, były bezzębne, możliwe, że okryte ramfoteką. Zarówno u Parahesperornis, jak i u Potamornis, pterygoid condyle jest szeroki i trójkątny, podczas gdy w przypadku Hesperornis jest on owalny, o lekko wklęsłej powierzchni. Szkielet osiowy jest prawie całkowicie zachowany; szyja jest długa i smukła, synsakrum bardzo zgięte i wydłużone, pygostyl i ogon bardzo krótkie. Kość krucza krótka, mocna i raczej trójkątna, obojczyki nie są złączone z widełkami. Kość ramienna jest silnie zredukowana. Miednica jest długa, duża, z łukowatą, długą k. biodrową zwężającą się ku tyłowi, kość kulszowa z k. łonową pozostają bardzo smukłe. Kość udowa jest krótka, jednocześnie szeroka i o mocnej budowie, w kształcie czworokątna, a kość goleniowo-nastopkowa (tibiotarsus) jest bardzo długa i nietęga, z rozszerzonymi grzebieniami; skostniała rzepka została określona jako duża i wydłużona. Skok jest mały, szeroki. Paliczki stóp są długie – czwarty paliczek śródstopia najdłuższy, o najmocniejszej budowie spośród wszystkich. Palce tego ptaka miały prawdopodobnie płatkowate rozszerzenia, raczej nie były spięte błoną pławną, podobnie jak w przypadku jego krewniaka. Podobną strukturę kończyn obserwuje się u dzisiejszych łysek (Fulica) i perkozów (Podicipediformes), a w przypadku taksonów wymarłych, przykładowo u Iteravis. Pazury są silnie zredukowane i lekko hakowate. 
Parahesperornis jest jako jedynym Hesperornithes, u którego zachowały się odciski skóry. Początkowo, ślady zostały uznane za długie pióra okalające skok, ale w rzeczywistości okazały się one odbiciem łusek wyrastających na nim oraz na palcach. Obrazuje to, że na kończynach mieścił się rząd większych tarczek, wokół których rozsiane były mniejsze łuski.

## Paleobiologia i paleoekologia
Jak większość Hesperornithes, P. alexi zamieszkiwał środowiska morskie. Był nielotem. Kreatorzy rodzaju Brodavis tłumaczą, że ogółem ptaki z kladu Hesperornithes nie mogły ustawić swoich kończyn pod swe tułowie, przez co niemożliwe było dla nich wstawanie, a tym bardziej chodzenie po lądzie, a ich sposób lokomocji był podobny do tego spotykanego u fok (Phocidae) oraz pingwinów (Sphenisciformes) – dzisiejsze perkozy i nury (Gaviiformes) też mają trudności w chodzeniu i wzbiciu się do lotu od ziemi. Parahesperornis był przystosowany do nurkowania typu foot-propelled diving. Jego kończyny, zaopatrzone w płatkowate rozszerzenia, jak u już wspomnianego jego krewniaka, były skierowane do tyłu; specjalna morfologia stóp umożliwiała temu wymarłemu przedstawicielowi Ornithurae manewrować. Według części badań rodzaj ten był lepszym pływakiem od Hesperornis, wg innych, że na odwrót.
W formacji Niobara Chalk odnaleziono również kości m.in. wcześniej wspomnianych Ichtiornis, Fumicollis, Hesperornis i Baptornis. Na podstawie anatomii kończyn uznaje się, że Fumicollis był lepiej przystosowany do nurkowania niż Baptornis, ale jego mniejszy rozmiar spowodował, że nie mógłby konkurować z Parahesperornis czy Hesperornis; jednakże wszystkie te rodzaje zajmowały prawdopodobnie odrębne nisze ekologiczne, przez co unikały wzajemnej konkurencji. Z innych zwierząt można wymienić chimery z rodzaju Edaphodon (hakonosowate; Callorhinichidae), rekiny, konkretnie przedstawicieli rodzaju Ptychodus (Ptychodontidae), Johnlongia (tawroszowate; Odontaspididae), Cretoxyrhina (Cretoxyrhinidae), Squalicorax (Anacoracidae), Rhinobatos (rochowate; Rhinobatidae) a także wiele taksonów ryb kostnych (Osteichthys), takich jak: Lepisosteus (niszczukowate; Lepisosteidae), Protosphyraena, Palaeobalistum, stwierdzono też młode Xiphactinus. Na tych terenach odkryto także skamieniałości dinozaurów tj. hadrozaurów (Hadrozauridae) i nodozaurów (Nodosauridae).